# Ritsuta Sugiyama
Ritsuta Sugiyama (jap. 杉山 律太 Sugiyama Ritsuta; ur. 27 września 2005) – japoński skoczek narciarski. Srebrny medalista mistrzostw świata juniorów w konkursie drużyn mieszanych (2023). 
W lutym 2023 w Whistler wziął udział w mistrzostwach świata juniorów – indywidualnie był 38., w konkursie drużynowym 8., a w zmaganiach zespołów mieszanych zdobył z japońską drużyną srebrny medal.

## Mistrzostwa świata juniorów

### Indywidualnie
| 2023 Whistler    | – | 38. miejsce |
| 2025 Lake Placid | – | 32. miejsce |

### Drużynowo
| 2023 Whistler    | – | 8. miejsce, srebrny medal (drużyna mieszana) |
| 2025 Lake Placid | – | 9. miejsce, 5. miejsce (drużyna mieszana)    |

### Starty R. Sugiyamy na mistrzostwach świata juniorów – szczegółowo
| Miejsce | Dzień     | Rok  | Miejscowość | Skocznia              | Punkt K | HS     | Konkurs      | Skok 1 | Skok 2 | Nota                  | Strata    | Zwycięzca        |
| ------- | --------- | ---- | ----------- | --------------------- | ------- | ------ | ------------ | ------ | ------ | --------------------- | --------- | ---------------- |
| 38.     | 2 lutego  | 2023 | Whistler    | Whistler Olympic Park | K-95    | HS-104 | indywid.     | 82,5 m | –      | 83,3 pkt              | 174,6 pkt | Vilho Palosaari  |
| 8.      | 4 lutego  | 2023 | Whistler    | Whistler Olympic Park | K-95    | HS-104 | druż.        | 90,5 m | 90,0 m | 797,7 pkt (200,0 pkt) | 174,8 pkt | Austria          |
| 2.      | 5 lutego  | 2023 | Whistler    | Whistler Olympic Park | K-95    | HS-104 | druż. miesz. | 98,5 m | 91,5 m | 875,2 pkt (202,5 pkt) | 45,0 pkt  | Słowenia         |
| 32.     | 12 lutego | 2025 | Lake Placid | MacKenzie Intervale   | K-90    | HS-100 | indywid.     | 80,0 m | –      | 92,7 pkt              | 165,4 pkt | Stephan Embacher |
| 9.      | 14 lutego | 2025 | Lake Placid | MacKenzie Intervale   | K-90    | HS-100 | druż.        | 86,5 m | –      | 359,9 pkt (93,8 pkt)  | 572,6 pkt | Austria          |
| 5.      | 15 lutego | 2025 | Lake Placid | MacKenzie Intervale   | K-90    | HS-100 | druż. miesz. | 80,5 m | 83,0 m | 798,1 pkt (169,0 pkt) | 121,7 pkt | Słowenia         |